# Congreso de exportación
Congreso de exportación es el decimoctavo disco oficial de Congreso, que retrata lo que fue su concierto en el Teatro Oriente el 1 de agosto de 2003.
Es editado por el sello independiente Machi (Música Alternativa Chilena).

## Historia
Congreso, a lo largo del 2002 se presenta en innumerables escenarios, mostrando su nueva placa La loca sin zapatos, que fue muy bien acogida por el público.
El 13 de julio de 2002, se presentan en el Estadio Víctor Jara, en el concierto titulado "La música está de fiesta", en dónde comparten escenario con Pedro Aznar, además de invitar a Eduardo Alquinta de Los Jaivas. A fines de ese año, Claudio "Pajarito" Araya deja el grupo para seguir con sus trabajos personales.
El 17 de enero de 2003, a 2 días de la muerte del líder de Los Jaivas, Eduardo Alquinta, muere el tecladista Jaime Vivanco, provocando un gran dolor al grupo y a la escena musical chilena.
Congreso, semanas después de la muerte de Vivanco, tenían agendada una presentación en el Festival del Huaso de Olmué, a lo que Claudio Parra fraternalmente, acompaña al grupo en los teclados, contagiando la emoción en el público. 
Además, el grupo tenía agendada una gira por Estados Unidos y Canadá, que no se canceló por la unión de Sebastián Almarza al grupo, reemplazando la labor de Vivanco.
Congreso, en agosto de 2003 y volviendo de la gira, realizan un concierto en el Teatro Oriente, que a últimos días deciden registrar.
Esta placa, está dedicada a Jaime Vivanco, en el reverso de la portada, se puede leer lo siguiente:
```
                   
"y allá,

                    en las altas copas florecidas,
                    vuelvo a escuchar tu canto

                    hermano mío..."
                                     A Jaime Vivanco, nuestro ángel.
```

## Música y lírica
Congreso, en este disco muestra una selección de temas, dignas de una exportación, con invitados y arreglos de temas emblemáticos.
Invitados como Joe Vasconcellos y Simón González, le dan frescura a algunas canciones.

## Lista de canciones
1. Tuve un sueño, mamá. (Nicanor Parra - Sergio "Tilo" González)
2. La loca sin zapatos. (Francisco Sazo- Sergio "Tilo" González)
3. Canción de Nkwambe. (Francisco Sazo- Sergio "Tilo" González)
4. Heroína de New York. (Francisco Sazo- Sergio "Tilo" González)
5. Amantes. (Francisco Sazo- Sergio "Tilo" González)
6. En horario estelar. (Francisco Sazo- Sergio "Tilo" González)
7. En el patio de Simón. (Mariela González- Sergio "Tilo" González)
8. Hijo del diluvio. (Joe Vasconcellos- Sergio "Tilo" González)
9. Ya es tiempo. (Francisco Sazo- Sergio "Tilo" González)
10. Volantín de plumas. (Sergio "Tilo" González)
11. El festejo de Tatana. (Jaime Atenas)
12. Impresiones de Agosto. (Francisco Sazo- Sergio "Tilo" González)
13. Pájaros de arcilla. (Victor Sanhueza - Sergio "Tilo" González)
14. Quenita - Violín. (Sergio "Tilo" González)
15. Los maldadosos. (Francisco Sazo- Sergio "Tilo" González)
16. Bonus Track: Farewell. (Voz y bajo: Pedro Aznar)

## Integrantes
- Sergio "Tilo" González: composición, batería, percusión.
- Francisco Sazo: voz, trutruka, textos.
- Hugo Pirovic: flautas, percusión, coros.
- Sebastián Almarza: piano, teclados.
- Jaime Atenas: saxo soprano, tenor, barítono, ewi.
- Jorge Campos: bajo eléctrico, contrabajo, coros.
- Raúl Aliaga: marimba, percusión.

## Invitados
- Pedro Aznar: voz y bajo en "Farewell". Bonus track (Estadio Nacional, 6 de septiembre de 2003) gentileza de Tabriz Music.
- Joe Vasconcellos: voz "En el patio de Simón" e "Hijo del diluvio".
- Simón González: guitarra "En el patio de Simón". Rearmonización y guitarra en "El patio de Simón".

- Cuerdas:

- Macarena Ferrer: violín.
- Claudio Aliosha: violín.
- Paulina Sauvalle: viola.
- Cristián Gutiérrez: violonchelo.

Arreglo de cuerdas: Sergio "Tilo" González.
- Vientos:

- Álvaro Quinchagual: clarinete.
- Cristián Muñoz: trompeta.
- Ricardo Flores: trombón.
- Cristina San Martín: oboe.

Arreglos: "Quenita - Violín", "Los maldadosos" Sergio "Tilo" González. "Tuve un sueño, mamá" Rodrigo Apablaza.